# Margareta Svahn
Britt Helene Margareta Svahn, född den 9 mars 1957 i Vara i Västergötland, är en svensk nordist och dialektolog, och sedan 2016 professor i nordiska språk vid Uppsala universitet.
Svahn växte upp i Västergötland och studerade sedermera i Umeå där hon disputerade 1991 med avhandlingen Finnskägg, tåtel och sia: om folkliga namn på gräs. Hon har tidigare arbetat som forskningschef på dialektavdelningen vid Institutet för språk och folkminnen i Uppsala. Hennes forskningsintressen inkluderar modern dialektvariation och 1900-talets dialektutjämning.
Svahn är proinspektor vid Västgöta nation.